# Marathon van Turijn 2001
De marathon van Turijn 2001 werd gelopen op zondag 1 april 2001. Het was de vijftiende editie van deze marathon.
De Ethiopiër Semretu Assefa was bij de mannen het sterkst; hij kwam over de streep in 2:07.45, een parcoursrecord. De Italiaanse Tiziana Alagia won bij de vrouwen in 2:27.54.

## Uitslagen

### Mannen
| rang   | naam             | land | tijd    |
| ------ | ---------------- | ---- | ------- |
| Goud   | Semretu Assefa   | ETH  | 2:07.45 |
| Zilver | Stefano Baldini  | ITA  | 2:08.51 |
| Brons  | Willy Cheruiyot  | KEN  | 2:11.33 |
| 4      | John Moiben      | KEN  | 2:12.21 |
| 5      | Sergio Chiesa    | ITA  | 2:12.27 |
| 6      | Daniele Caimmi   | ITA  | 2:13.01 |
| 7      | Oleksandr Koezin | UKR  | 2:13.10 |
| 8      | Stephen Cheptot  | KEN  | 2:14.10 |
| 9      | Yuriy Chizhov    | RUS  | 2:14.49 |
| 10     | David Ndegwa     | KEN  | 2:18.42 |
| 11     | Samuel Kororia   | KEN  | 2:20.40 |
| 12     | Roman Weger      | AUT  | 2:21.46 |

### Vrouwen
| rang   | naam                   | land | tijd    |
| ------ | ---------------------- | ---- | ------- |
| Goud   | Tiziana Alagia         | ITA  | 2:27.54 |
| Zilver | Sara Ferrari           | ITA  | 2:29.46 |
| Brons  | Fatima Silva           | POR  | 2:35.24 |
| 4      | Irene Kipkorir         | KEN  | 2:39.04 |
| 5      | Elena Navone           | ITA  | 2:52.45 |
| 6      | Isabelle Florey        | SUI  | 2:54.39 |
| 7      | Maria-Grazia Navacchia | ITA  | 3:01.11 |

1974 ·
1975 ·
1976 ·
1977 ·
1978 ·
1979 ·
1980 ·
1981 ·
1982 ·
1983 ·
1984 ·
1985 ·
1986 ·
1987 ·
1988 ·
1989 ·
1990 ·
1991 ·
1992 ·
1993 ·
1994 ·
1995 ·
1996 ·
1997 ·
1998 ·
1999 ·
2000 ·
2001 ·
2002 ·
2003 ·
2004 ·
2005 ·
2006 ·
2007 ·
2008 ·
2009 ·
2010 ·
2011 ·
2012 ·
2013 ·
2014 ·
2015 ·
2016 ·
2017